# Louis Lambillotte
Louis Lambillotte (La Hamaide, Hainaut, Bélgica, 27 de marzo de 1796 - París, Isla de Francia, 27 de febrero de 1855), fue un compositor y paleontógrafo jesuita belga.
A los siete años aprendió con un abad italiano rudimentos de solfeo, piano y armonía, y después recibió lecciones de órgano de un religioso agustino, siendo organista de la iglesia de Charleroi y de la de Saint-Dinant, sucesivamente. En 1822 consiguió la plaza de maestro de capilla del convento de jesuitas de Saint-Acheul donde tuvo como alumnos entre ellos a Armand de Limnander de Nieuwenhove, y poco tiempo después ingresó a la Compañía, residiendo en diversas casas de esta, dedicado exclusivamente a la composición y a los estudios musicales.
Cuando Fétis, en 1842, llamó la atención de los eclesiásticos hacia la necesidad de la restauración del canto llano, Lambillotte se distinguió por su intervención en las discusiones que con tal motivo se originaron, demostrando más buena voluntad que acierto, ya que no estaba preparado para ello. En efecto, sin poseer los conocimientos necesarios, recorrió las principales bibliotecas de Europa, y en el de Saint-Gall creyó encontrar una copia auténtica del Antifonario de San Gregorio, que publicó con el título de Antiphonaire de Saint Gregoire, fac-simile du manuscrit de Saint-Gall (VIIIe. Siègle) acconpagne:1.º D'une notice històriques; 2.º D'une dissertation donnant le clef du chant grégorién: 3.º De divers monuments, tableaux neumàtiques inèdits, etc. (París, 1851).
Investigaciones posteriores, especialmente las debidas al sabio benedictino Schubiger, demostraron que el manuscrito de Saint Gall, aunque interesante por su antigüedad, no es el que creyó Lambillotte.
Louis Lambillotte, tenía dos hermanos que también fueron jesuitas y músicos en Willis (1802 - 1835) y Joseph (1805 - 1842).